# 専門学校福岡ホスピタリティ・アカデミー
専門学校福岡ホスピタリティ・アカデミー（せんもんがっこうふくおかホスピタリティ・アカデミー）は、福岡県福岡市博多区にある専門学校。学校法人21世紀アカデメイアが運営する。

## 沿革
- 1983年 - 九州観光専門学校設立
- 2024年 - 専門学校福岡ホスピタリティ・アカデミーに校名変更

## 学科編成
＜昼間部（2年制）＞　2025年度
- ブライダル学科
  - ウエディングプランナーコース
  - ドレススタイリストコース

- フードクリエイト学科
  - パティシエ・ブランジェコース
  - バリスタ&カフェプロデュースコース

- ホテル学科
  - ホテルコース
  - ホテルフロントコース
  - レストランサービス&バーテンダーコース

- エアライン学科
  - キャビンアテンダントコース
  - グランドスタッフコース
  - グランドハンドリングコース

- 鉄道サービス学科
  - 鉄道サービスコース

- 旅行学科
  - トラベルコース
  - 観光マネジメントコース
  - ITコース

- 韓国語学科
  - 韓国語コース
  - 英語・韓国語コース
  - 韓国語留学コース
  - 韓国大学編入コース

## 卒業後の主な進路

### ブライダル学科
- ブライダルコーディネーター
- ブライダルプランナー
- ブライダルアドバイザー
- ドレスコーディネーター
- ブライダルメイクアップアーティスト
- ブライダルフォトグラファー
- ブライダル音響・照明オペレーター
- 映像クリエーター
- MC　　など

### フードクリエイト学科
- パティシエ
- ブランジェ
- バリスタ
- フードコーディネーター・フードスタイリスト
- レストランマネージャー 　など

### ホテル学科
- 国内外のホテルスタッフ
- コンシェルジュ
- フロントクラーク
- ドアマン・ベルマン
- レストランスタッフ
- バーテンダー　　など

### エアライン学科
- 航空客室乗務員（キャビンアテンダント）
- グランドスタッフ
- 空港インフォメーション
- バスガイド　　など

### 鉄道サービス学科
- 駅務員
- 車掌
- 運転士
- 鉄道客室乗務員　など

### 旅行学科
- トラベルプランナー
- ツアーコンダクター など

## 姉妹校

### 東京アカデメイア
- 専門学校東京デザイナー・アカデミー
- 専門学校東京ビジュアルアーツ・アカデミー
- 専門学校東京ビジネス・アカデミー
- 専門学校東京ホスピタリティ・アカデミー
- 専門学校東京クールジャパン・アカデミー
- 東京ランゲージ・アカデミー

### 名古屋アカデメイア
- 専門学校名古屋デザイナー・アカデミー
- 専門学校名古屋ビジュアルアーツ・アカデミー
- 専門学校名古屋ビジネス・アカデミー
- 専門学校名古屋ホスピタリティ・アカデミー

### 大阪アカデメイア
- 専門学校大阪デザイナー・アカデミー
- 専門学校大阪ビジュアルアーツ・アカデミー
- 専門学校大阪ビジネス・アカデミー
- 専門学校大阪ホスピタリティ・アカデミー

### 福岡アカデメイア
- 専門学校福岡デザイナー・アカデミー
- 専門学校福岡ビジュアルアーツ・アカデミー
- 専門学校福岡ビジネス・アカデミー

## 所在地
- 〒812-0011　福岡市博多区博多駅前3-8-24
- 博多駅博多口より徒歩3分